# Barbara Bonte
Pour les articles homonymes, voir Bonte.
Barbara Bonte, née le 13 mai 1983 à Jette, est une femme politique belge flamande, membre du Vlaams Belang.
Elle est licenciée en sciences commerciales (EHSAL, 2006); junior tax consultant (Deloitte, 2006-07); collaboratrice scientifique du Vlaams Belang (2007-14).

## Fonctions politiques
Elle est députée flamande du 25 mai 2014 au 27 septembre 2015. À cette date, elle démissionne pour raisons personnelles de son mandat parlementaire. Elle est élue députée européenne en 2024.